# 朱尔·布耶
朱尔·布耶（法語：Jules Bouyer，2002年7月22日—），法国男子跳水运动员，2023年欧洲运动会男子3米跳板银牌得主和男子双人3米跳板铜牌得主、2023年世界游泳锦标赛男子双人3米跳板铜牌得主。